# جوان دويل
جوان دويل (بالإنجليزية: Joanne Doyle)‏ هي راقصة أيرلندية، ولدت في 1973 في دبلن في جمهورية أيرلندا.